# Acytolepis imperatrix
Acytolepis imperatrix är en fjärilsart som beskrevs av Butler 1900. Acytolepis imperatrix ingår i släktet Acytolepis och familjen juvelvingar. Inga underarter finns listade i Catalogue of Life.